# Luremo
Luremo é uma vila e comuna angolana que se localiza na província da Lunda Norte, pertencente ao município de Cuango.